# 独立財
独立財（どくりつざい）とは経済学において、他の財に対して弾力性がゼロになる財を言う。つまり独立財というのは他の財の価格や供給量が変化しようとも、その財には影響が発生しない財である。
たとえば砂糖はコーヒーと同時に消費される事から、砂糖とコーヒーは需要が同時に増加する補完財となるわけであるが、コーヒーをストレートで飲むならば砂糖はコーヒーに対しての独立財となる。